# Qualificazioni al campionato mondiale di calcio 2026 - CAF
La zona africana delle qualificazioni al campionato mondiale di calcio 2026, organizzate dalla CAF, vede 54 squadre in competizione per i 9 posti assegnati al continente nella fase finale in Canada, Stati Uniti e Messico.

## Regolamento
Le qualificazioni della zona africana sono iniziate il 13 novembre 2023 e si concluderanno il 18 novembre 2025. La procedura è la seguente:
- Fase a gironi: Le 54 squadre sono divise in 9 gruppi da 6 squadre con partite di andata e ritorno. Le prime classificate si qualificano alla fase finale.
- Play-off: Le quattro migliori seconde dei gironi saranno sorteggiate nei play-off per determinare la rappresentativa della CAF ai play-off intercontinentali.

## Squadre partecipanti
Tutte le 54 squadre affiliate alla CAF partecipano alle qualificazioni. La classifica mondiale FIFA verrà utilizzata per determinare i piazzamenti nei gironi.

## Fase a gironi
I gruppi della fase a gironi sono stati sorteggiati il 13 luglio 2023 a Abidjan, città della Costa d'Avorio. Le 54 squadre partecipanti sono state divise in 6 fasce sulla base del ranking FIFA al momento del sorteggio.

### Girone A
| Squadra       | P.ti | G | V | P | S | RF | RS | DR  |
| ------------- | ---- | - | - | - | - | -- | -- | --- |
| Egitto        | 16   | 6 | 5 | 1 | 0 | 14 | 2  | +12 |
| Burkina Faso  | 11   | 6 | 3 | 2 | 1 | 13 | 7  | +6  |
| Sierra Leone  | 8    | 6 | 2 | 2 | 2 | 7  | 7  | 0   |
| Etiopia       | 6    | 6 | 1 | 3 | 2 | 7  | 7  | 0   |
| Guinea-Bissau | 6    | 6 | 1 | 3 | 2 | 5  | 7  | -2  |
| Gibuti        | 1    | 6 | 0 | 1 | 5 | 4  | 20 | -16 |

| Squadra       | Egitto (bandiera) | Burkina Faso (bandiera) | Guinea-Bissau (bandiera) | Sierra Leone (bandiera) | Etiopia (bandiera) | Gibuti (bandiera) |
| ------------- | ----------------- | ----------------------- | ------------------------ | ----------------------- | ------------------ | ----------------- |
| Egitto        | —                 | 2 - 1                   | -                        | 1 - 0                   | -                  | 6 - 0             |
| Burkina Faso  | -                 | —                       | 1 - 1                    | 2 - 2                   | -                  | 4 - 1             |
| Guinea-Bissau | 1 - 1             | 1 - 2                   | —                        | -                       | 0 - 0              | -                 |
| Sierra Leone  | 0 - 2             | -                       | 3 - 1                    | —                       | -                  | 2 - 1             |
| Etiopia       | 0 - 2             | 0 - 3                   | -                        | 0 - 0                   | —                  | 6 - 1             |
| Gibuti        | -                 | -                       | 0 - 1                    | -                       | 1 - 1              | —                 |

### Girone B
| Squadra       | P.ti | G | V | P | S | RF | RS | DR |
| ------------- | ---- | - | - | - | - | -- | -- | -- |
| RD del Congo  | 13   | 6 | 4 | 1 | 1 | 7  | 2  | +5 |
| Senegal       | 12   | 6 | 3 | 3 | 0 | 8  | 1  | +7 |
| Sudan         | 12   | 6 | 3 | 3 | 0 | 8  | 2  | +6 |
| Togo          | 4    | 6 | 0 | 4 | 2 | 4  | 7  | -3 |
| Sudan del Sud | 3    | 6 | 0 | 3 | 3 | 2  | 10 | -8 |
| Mauritania    | 2    | 6 | 0 | 2 | 4 | 2  | 9  | -7 |

| Squadra       | Senegal (bandiera) | RD del Congo (bandiera) | Mauritania (bandiera) | Togo (bandiera) | Sudan (bandiera) | Sudan del Sud (bandiera) |
| ------------- | ------------------ | ----------------------- | --------------------- | --------------- | ---------------- | ------------------------ |
| Senegal       | —                  | 1 - 1                   | -                     | 2 - 0           | -                | 4 - 0                    |
| RD del Congo  | -                  | —                       | 2 - 0                 | 1 - 0           | -                | 1 - 0                    |
| Mauritania    | 0 - 1              | 0 - 2                   | —                     | -               | 0 - 2            | -                        |
| Togo          | 0 - 0              | -                       | 2 - 2                 | —               | -                | 1 - 1                    |
| Sudan         | 0 - 0              | 1 - 0                   | -                     | 1 - 1           | —                | 1 - 1                    |
| Sudan del Sud | -                  | -                       | 0 - 0                 | -               | 0 - 3            | —                        |

### Girone C
| Squadra   | P.ti | G | V | P | S | RF | RS | DR |
| --------- | ---- | - | - | - | - | -- | -- | -- |
| Sudafrica | 13   | 6 | 4 | 1 | 1 | 10 | 5  | +5 |
| Ruanda    | 8    | 6 | 2 | 2 | 2 | 4  | 4  | 0  |
| Benin     | 8    | 6 | 2 | 2 | 2 | 6  | 7  | -1 |
| Nigeria   | 7    | 6 | 1 | 4 | 1 | 7  | 6  | +1 |
| Lesotho   | 6    | 6 | 1 | 3 | 2 | 4  | 5  | -1 |
| Zimbabwe  | 4    | 6 | 0 | 4 | 2 | 5  | 9  | -4 |

| Squadra   | Nigeria (bandiera) | Sudafrica (bandiera) | Benin (bandiera) | Zimbabwe (bandiera) | Ruanda (bandiera) | Lesotho (bandiera) |
| --------- | ------------------ | -------------------- | ---------------- | ------------------- | ----------------- | ------------------ |
| Nigeria   | —                  | 1 - 1                | -                | 1 - 1               | -                 | 1 - 1              |
| Sudafrica | -                  | —                    | 2 - 1            | 3 - 1               | -                 | 2 - 0              |
| Benin     | 2 - 1              | 0 - 2                | —                | -                   | 1 - 0             | -                  |
| Zimbabwe  | 1 - 1              | -                    | 2 - 2            | —                   | -                 | 0 - 2              |
| Ruanda    | 0 - 2              | 2 - 0                | -                | 0 - 0               | —                 | 1 - 1              |
| Lesotho   | -                  | -                    | 0 - 0            | -                   | 0 - 1             | —                  |

### Girone D
| Squadra    | P.ti | G | V | P | S | RF | RS | DR |
| ---------- | ---- | - | - | - | - | -- | -- | -- |
| Capo Verde | 13   | 6 | 4 | 1 | 1 | 7  | 5  | +2 |
| Camerun    | 12   | 6 | 3 | 3 | 0 | 12 | 4  | +8 |
| Libia      | 8    | 6 | 2 | 2 | 2 | 6  | 7  | -1 |
| Angola     | 7    | 6 | 1 | 4 | 1 | 4  | 4  | 0  |
| Mauritius  | 5    | 6 | 1 | 2 | 3 | 6  | 10 | -4 |
| eSwatini   | 2    | 6 | 0 | 2 | 4 | 4  | 9  | -5 |

| Squadra    | Camerun (bandiera) | Capo Verde (bandiera) | Angola (bandiera) | Libia (bandiera) | eSwatini (bandiera) | Mauritius (bandiera) |
| ---------- | ------------------ | --------------------- | ----------------- | ---------------- | ------------------- | -------------------- |
| Camerun    | —                  | 4 - 1                 | -                 | 3 - 1            | -                   | 3 - 0                |
| Capo Verde | -                  | —                     | 0 - 0             | 1 - 0            | -                   | 1 - 0                |
| Angola     | 1 - 1              | 1 - 2                 | —                 | -                | 1 - 0               | -                    |
| Libia      | 1 - 1              | -                     | 1 - 1             | —                | -                   | 2 - 1                |
| eSwatini   | 0 - 0              | 0 - 2                 | -                 | 0 - 1            | —                   | 3 - 3                |
| Mauritius  | -                  | -                     | 0 - 0             | -                | 2 - 1               | —                    |

### Girone E
| Squadra        | P.ti | G | V | P | S | RF | RS | DR  |
| -------------- | ---- | - | - | - | - | -- | -- | --- |
| Marocco        | 15   | 5 | 5 | 0 | 0 | 14 | 2  | +12 |
| Tanzania       | 9    | 5 | 3 | 0 | 2 | 5  | 4  | +1  |
| Zambia         | 6    | 5 | 2 | 0 | 3 | 9  | 7  | +2  |
| Niger          | 6    | 4 | 2 | 0 | 2 | 6  | 4  | +2  |
| Rep. del Congo | 0    | 5 | 0 | 0 | 5 | 2  | 19 | -17 |
| Eritrea        | 0    | 0 | 0 | 0 | 0 | 0  | 0  | 0   |

| Squadra        | Marocco (bandiera) | Zambia (bandiera) | Rep. del Congo (bandiera) | Tanzania (bandiera) | Niger (bandiera) | Eritrea (bandiera) |
| -------------- | ------------------ | ----------------- | ------------------------- | ------------------- | ---------------- | ------------------ |
| Marocco        | —                  | 2 - 1             | —                         | 2 - 0               | -                | —                  |
| Zambia         | -                  | —                 | 4 - 2                     | 0 - 1               | -                | —                  |
| Rep. del Congo | 0 - 6              | 0 - 3             | —                         | —                   | 0 - 3            | —                  |
| Tanzania       | 0 - 2              | —                 | 3 - 0                     | —                   | -                | —                  |
| Niger          | 1 - 2              | 2 - 1             | —                         | 0 - 1               | —                | —                  |
| Eritrea        | —                  | —                 | —                         | —                   | —                | —                  |

### Girone F
| Squadra        | P.ti | G | V | P | S | RF | RS | DR  |
| -------------- | ---- | - | - | - | - | -- | -- | --- |
| Costa d'Avorio | 16   | 6 | 5 | 1 | 0 | 14 | 0  | +14 |
| Gabon          | 15   | 6 | 5 | 0 | 1 | 12 | 6  | +6  |
| Burundi        | 10   | 6 | 3 | 1 | 2 | 13 | 7  | +6  |
| Kenya          | 6    | 6 | 1 | 3 | 2 | 11 | 8  | +3  |
| Gambia         | 4    | 6 | 1 | 1 | 4 | 12 | 13 | -1  |
| Seychelles     | 0    | 6 | 0 | 0 | 6 | 2  | 30 | -28 |

| Squadra        | Costa d'Avorio (bandiera) | Gabon (bandiera) | Kenya (bandiera) | Gambia (bandiera) | Burundi (bandiera) | Seychelles (bandiera) |
| -------------- | ------------------------- | ---------------- | ---------------- | ----------------- | ------------------ | --------------------- |
| Costa d'Avorio | —                         | 1 - 0            | -                | 1 - 0             | -                  | 9 - 0                 |
| Gabon          | -                         | —                | 2 - 1            | 3 - 2             | -                  | 3 - 0                 |
| Kenya          | 0 - 0                     | 1 - 2            | —                | -                 | 1 - 1              | -                     |
| Gambia         | 0 - 2                     | -                | 3 - 3            | —                 | -                  | 5 - 1                 |
| Burundi        | 0 - 1                     | 1 - 2            | -                | 3 - 2             | —                  | 5 - 0                 |
| Seychelles     | -                         | -                | 0 - 5            | -                 | 1 - 3              | —                     |

### Girone G
| Squadra   | P.ti | G | V | P | S | RF | RS | DR  |
| --------- | ---- | - | - | - | - | -- | -- | --- |
| Algeria   | 15   | 6 | 5 | 0 | 1 | 16 | 6  | +10 |
| Mozambico | 12   | 6 | 4 | 0 | 2 | 10 | 11 | -1  |
| Botswana  | 9    | 6 | 3 | 0 | 3 | 9  | 8  | +1  |
| Uganda    | 9    | 6 | 3 | 0 | 3 | 6  | 7  | -1  |
| Guinea    | 7    | 6 | 2 | 1 | 3 | 4  | 5  | -1  |
| Somalia   | 1    | 6 | 0 | 1 | 5 | 3  | 11 | -8  |

| Squadra   | Algeria (bandiera) | Guinea (bandiera) | Uganda (bandiera) | Mozambico (bandiera) | Botswana (bandiera) | Somalia (bandiera) |
| --------- | ------------------ | ----------------- | ----------------- | -------------------- | ------------------- | ------------------ |
| Algeria   | —                  | 1 - 2             | -                 | 5 - 1                | -                   | 3 - 1              |
| Guinea    | -                  | —                 | 2 - 1             | 0 - 1                | -                   | 0 - 0              |
| Uganda    | 1 - 2              | 1 - 0             | —                 | -                    | 1 - 0               | -                  |
| Mozambico | 0 - 2              | -                 | 3 - 1             | —                    | -                   | 2 - 1              |
| Botswana  | 1 - 3              | 1 - 0             | -                 | 2 - 3                | —                   | 2 - 0              |
| Somalia   | -                  | -                 | 0 - 1             | -                    | 1 - 3               | —                  |

### Girone H
| Squadra             | P.ti | G | V | P | S | RF | RS | DR  |
| ------------------- | ---- | - | - | - | - | -- | -- | --- |
| Tunisia             | 16   | 6 | 5 | 1 | 0 | 9  | 0  | +9  |
| Namibia             | 12   | 6 | 3 | 3 | 0 | 8  | 2  | +6  |
| Liberia             | 10   | 6 | 3 | 1 | 2 | 7  | 4  | +3  |
| Guinea Equatoriale  | 7    | 6 | 2 | 1 | 3 | 4  | 8  | -4  |
| Malawi              | 6    | 6 | 2 | 0 | 4 | 4  | 6  | -2  |
| São Tomé e Príncipe | 0    | 6 | 0 | 0 | 6 | 2  | 14 | -12 |

| Squadra             | Tunisia (bandiera) | Guinea Equatoriale (bandiera) | Namibia (bandiera) | Malawi (bandiera) | Liberia (bandiera) | São Tomé e Príncipe (bandiera) |
| ------------------- | ------------------ | ----------------------------- | ------------------ | ----------------- | ------------------ | ------------------------------ |
| Tunisia             | —                  | 1 - 0                         | -                  | 2 - 0             | -                  | 4 - 0                          |
| Guinea Equatoriale  | -                  | —                             | 0 - 3*             | 1 - 0             | 1 - 1              | 2 - 0                          |
| Namibia             | 0 - 0              | 1 - 1                         | —                  | -                 | 1 - 1              | -                              |
| Malawi              | 0 - 1              | -                             | 0 - 1              | —                 | -                  | 3 - 1                          |
| Liberia             | 0 - 1              | 3 - 0*                        | -                  | 0 - 1             | —                  | 2 - 1                          |
| São Tomé e Príncipe | -                  | -                             | 0 - 2              | -                 | 0 - 1              | —                              |

### Girone I
| Squadra            | P.ti | G | V | P | S | RF | RS | DR  |
| ------------------ | ---- | - | - | - | - | -- | -- | --- |
| Ghana              | 15   | 6 | 5 | 0 | 1 | 15 | 5  | +10 |
| Comore             | 12   | 6 | 4 | 0 | 2 | 9  | 7  | +2  |
| Madagascar         | 10   | 6 | 3 | 1 | 2 | 9  | 6  | +3  |
| Mali               | 9    | 6 | 2 | 3 | 1 | 8  | 4  | +4  |
| Rep. Centrafricana | 5    | 6 | 1 | 2 | 3 | 8  | 13 | -5  |
| Ciad               | 0    | 6 | 0 | 0 | 6 | 1  | 15 | -14 |

| Squadra            | Mali (bandiera) | Ghana (bandiera) | Madagascar (bandiera) | Rep. Centrafricana (bandiera) | Comore (bandiera) | Ciad (bandiera) |
| ------------------ | --------------- | ---------------- | --------------------- | ----------------------------- | ----------------- | --------------- |
| Mali               | —               | 1 - 2            | -                     | 1 - 1                         | -                 | 3 - 1           |
| Ghana              | -               | —                | 1 - 0                 | 4 - 3                         | -                 | 5 - 0           |
| Madagascar         | 0 - 0           | 0 - 3            | —                     | -                             | 2 - 1             | -               |
| Rep. Centrafricana | 0 - 0           | -                | 1 - 4                 | —                             | -                 | 1 - 0           |
| Comore             | 0 - 3           | 1 - 0            | -                     | 4 - 2                         | —                 | 1 - 0           |
| Ciad               | -               | -                | 0 - 3                 | -                             | 0 - 2             | —               |

### Raffronto tra le seconde classificate
| Squadra      | P.ti | G | V | P | S | RF | RS | DR |
| ------------ | ---- | - | - | - | - | -- | -- | -- |
| Gabon        | 15   | 6 | 5 | 0 | 1 | 12 | 6  | +6 |
| Camerun      | 12   | 6 | 3 | 3 | 0 | 12 | 4  | +8 |
| Senegal      | 12   | 6 | 3 | 3 | 0 | 8  | 1  | +7 |
| Namibia      | 12   | 6 | 3 | 3 | 0 | 8  | 2  | +6 |
| Comore       | 12   | 6 | 4 | 0 | 2 | 9  | 7  | +2 |
| Mozambico    | 12   | 6 | 4 | 0 | 2 | 10 | 11 | -1 |
| Burkina Faso | 11   | 6 | 3 | 2 | 1 | 13 | 7  | +6 |
| Tanzania     | 9    | 5 | 3 | 0 | 2 | 5  | 4  | +1 |
| Ruanda       | 8    | 6 | 2 | 2 | 2 | 4  | 4  | 0  |

## Play-off

### Tabellone
|  | Semifinali | Semifinali | Semifinali |  |  | Finale | Finale | Finale |  |
|  |            |            |            |  |  |        |        |        |  |
|  |            |            |            |  |  |        |        |        |  |
|  |            |            |            |  |  |        |        |        |  |
|  |            |            |            |  |  |        |        |        |  |
|  |            |            |            |  |  |        |        |        |  |
|  |            |            |            |  |  |        |        |        |  |
|  |            |            |            |  |  |        |        |        |  |
|  |            |            |            |  |  |        |        |        |  |
|  |            |            |            |  |  |        |        |        |  |
|  |            |            |            |  |  |        |        |        |  |

#### Semifinali
| novembre 2025 | non conosciuta | – | non conosciuta |  |

| novembre 2025 | non conosciuta | – | non conosciuta |  |

#### Finale
| novembre 2025 | non conosciuta | – | non conosciuta |  |